# Portrait de Léopold Zborowski (São Paulo)
Portrait de Léopold Zborowski est une peinture à l'huile sur toile de 100 × 65 cm réalisée en 1916 par le peintre italien Amedeo Modigliani. 
Elle est conservée au Musée d'art de São Paulo. Il s'agit d'un portrait de son ami Léopold Zborowski, poète et marchand d'art. Modigliani a peint à plusieurs reprises Zborowski en soulignant les divers aspects de sa personne ; dans le portrait de 1918, il le représente comme poète. Dans celui-ci, l'attention est portée sur l'apparence d'« homme du monde », « marchand », notamment grâce à l'apparence et aux vêtements du modèle.